# Maria Kuncewiczowa
Maria Kuncewiczowa, née Szczepańska le 30 octobre 1895 à Samara, morte le 15 juillet 1989  à Kazimierz Dolny (voïvodie de Lublin), est une romancière polonaise. 

## Biographie
Maria Szczepańska est la fille d'un directeur de lycée, Józef Szczepański, et d'une violoncelliste Adelina née Dziubińska. En 1913, elle suit sa mère en France et étudie la littérature française à l'université de Nancy. De retour en Pologne, elle poursuit ses études à l'université Jagellonne de Cracovie où elle choisit la faculté des lettres polonaises. En 1917, elle déménage à Varsovie. Tout en continuant ses études à l'université de Varsovie, elle travaille comme traductrice et interprète au ministère des Affaires étrangères et, à ce titre, elle participe à la conférence de la paix de Paris en 1919. Diplômée également du Conservatoire de Varsovie et du Conservatoire de Paris de la classe d'opéra, elle se produit en tant que chanteuse sur des scènes polonaises.  
En 1921, elle épouse Jerzy Kuncewicz, essayiste, avocat et homme politique, à qui elle donne, un an après leur mariage, un fils, Witold. Cet heureux événement donne naissance à un cycle de nouvelles l'Alliance avec un enfant, publiée d'abord dans la revue féminine Bluszcz (Le Lierre), qui offre un regard nouveau sur la maternité et le questionnement qu'elle pose chez une femme. À l'époque où l'enfant est considéré comme le bonheur d'une femme et la maternité sa plus grande joie, Kuncewiczowa écrit sur la douleur, la fatigue et le sentiment que l'enfant prend toute l'énergie vitale de la femme et que la grossesse détruit son corps.  
Kuncewiczowa fait ses débuts littéraires en 1918 dans la revue Pro arte et studio avec un texte poétique intitulée Ambre, puis elle publie également dans des revues telles que Kobieta współczesna (Femme moderne) et Wiadomości Literackie (Nouvelles littéraires). Membre du Pen Club depuis 1924, elle participe aux congrès de Prague et de Paris. Son premier livre consacré à l'impératrice Cixi Tseu-Hi est publié en 1926. 
En 1927, les Kuncewicz s'installent à Kazimierz Dolny, une petite perle de la Renaissance polonaise[réf. nécessaire]. L'écrivaine sera très attachée à cette bourgade perchée au bord de la Vistule et fréquentée par les artistes. La vie bohème de ces derniers, qui tranche spectaculairement avec les préoccupations quotidiennes des habitants moins fortunés de la ville, lui inspire son premier recueil de nouvelles, Deux lunes (pl). Il sera porté à l'écran en 1993 par Andrzej Barański. 
Publié en 1936, son remarquable roman L’Etrangère (pl) à qui Kuncewiczowa doit sa gloire internationale et posthume, rencontre immédiatement un grand succès. Fait de souvenirs dépourvus d'ordre chronologique et de digressions de Róża Żabczyńska, une femme aussi despotique que profondément malheureuse, est considéré comme le chef-d'œuvre de la prose psychologique polonaise. Il sera adapté au cinéma en 1986 par Ryszard Ber. C'est la romancière elle-même qui écrira alors le scénario. Le personnage de Róża, une musicienne inaccomplie et frustrée, est inspirée par la propre mère de l'écrivaine morte en 1930. 
Kuncewiczowa est également l'auteur du premier roman radiophonique polonais Le quotidien des Kowalski et de sa suite Les Kowalski se sont retrouvés. 
En 1937, elle obtient le prix littéraire de la ville de Varsovie. En 1938, elle est lauréate d'or de l’Académie polonaise de littérature. 
Le déclenchement de la Seconde Guerre mondiale met un terme à la vie paisible des Kuncewicz. ils s'exilent d'abord en France, puis en Royaume Uni où, dans les années 1940-1955, Maria Kuncewicz dirige la section polonaise du Pen Club et écrit des romans Clés (1943), Conspiration des absents (1946) et Leśnik (1952). Elle œuvre aussi à l’ONU, où elle soutient la création du statut de « citoyens du monde » pour les immigrés à qui l’histoire et l’idéologie refusent maison et patrie.
En 1956, les Kuncewicz déménagent aux États-Unis où, à partir de 1962, Maria donne des cours sur l'histoire de la littérature polonaise à l'Université de Chicago et publie deux anthologies de littérature polonaise en anglais The Modern Polish Prose (1945) oraz The Modern Polish Mind (1962).
Après le dégel de la vie culturelle en Pologne populaire, les Kuncewicz reviennent en Pologne et se réinstallent à Kazimierz en 1969. 
La publication de chaque livre de la romancière : Gaj oliwny, Tristan 1946, Don Kichot i niańki, Fantomy, Przezrocza, Listy do Jerzego, est un événement littéraire. En 1982, elle reçoit le prix du centre polonais de l'Association européenne de la culture SEC. La même année, l'Université Marie Curie-Skłodowska de Lublin lui décerne le titre de docteur honoris causa. 
Elle est morte en 1989 et enterrée à Kazimierz Dolny. Sa maison abrite aujourd'hui un musée consacré à Maria et Jerzy Kuncewicz et à leur neveu - l'écrivain Jan Józef Szczepański.

## Œuvres
Romans :
- Cudzoziemka (L’Étrangère) Rój, Varsovie 1936,  traduit en français par Claude Backvis et publié en 1945 chez Corréa[7]
- Zmowa nieobecnych (La Conspiration des absents), Wydawnictwo Światowego Związku Polaków z Zagranicy, Londres 1946.
- Leśnik, Kultura, Paris 1952.
- Gaj oliwny, PAX, Varsovie, 1961.
- Tristan 1946, Czytelnik, Varsovie 1967.

Recueils de nouvelles :
- Przymierze z dzieckiem (L'Alliance avec l'enfant) Wydawnictwo J. Mortkowicza, Varsovie 1927
- Dwa księżyce (Les Deux Lunes) Rój, Varsovie 1933.
- Przyjaciele ludzkości (Les Amis de l'humanité), Rój, Varsovie 1939.
- Serce kraju (Le Cœur du pays), Rój, Varsovie 1939.
- Zagranica (À l'étranger), Rój, Varsovie 1939.
- W domu i w Polsce (Chez soi, en Pologne), Rój, Varsovie 1939.
- Nowele i Bruliony prozatorskie (Nouvelles et brochures en prose), Czytelnik, Varsovie 1985.

Essais :
- Miłość panieńska (Un amour de jeune fille), pièce en 4 actes, Varsovie 1932.
- Dyliżans warszawski (La Diligence de Varsovie), Rój, Varsovie 1935.
- Miasto Heroda. Notatki Palestyńskie (La ville d'Hérode. Notes de Palestine), Rój, Varsovie 1939.
- Thank you for the rose, Londres 1950.
- Odkrycie Patusanu (La Découverte de Patusan), PAX, Varsovie 1958.
- Don Kichot i niańki (Don Quichotte et des nounous), 1965.
- Fantasia alla Pollacca, Czytelnik, Varsovie 1979.
- Rozmowy z Marią Kuncewiczową (Entretiens avec Maria Kuncewiczowa), Czytelnik, Varsovie 1983.
- Przeźrocza. Notatki włoskie (Images. Notes d'Italie), PAX, Varsovie 1985.

Autres :
- Klucze (Les Clés), Nowa Polska, Londres 1943.
- Fantomy (Les Fantômes), PAX, Warszawa 1972.
- Natura, PAX, Varsovie 1975.
- Listy do Jerzego (Lettres à Jerzy), PAX, Varsovie 1988.